# Kia XCeed
La Kia XCeed è un'autovettura prodotta dalla casa automobilistica coreana Kia Motors a partire dal 2019.

## Descrizione

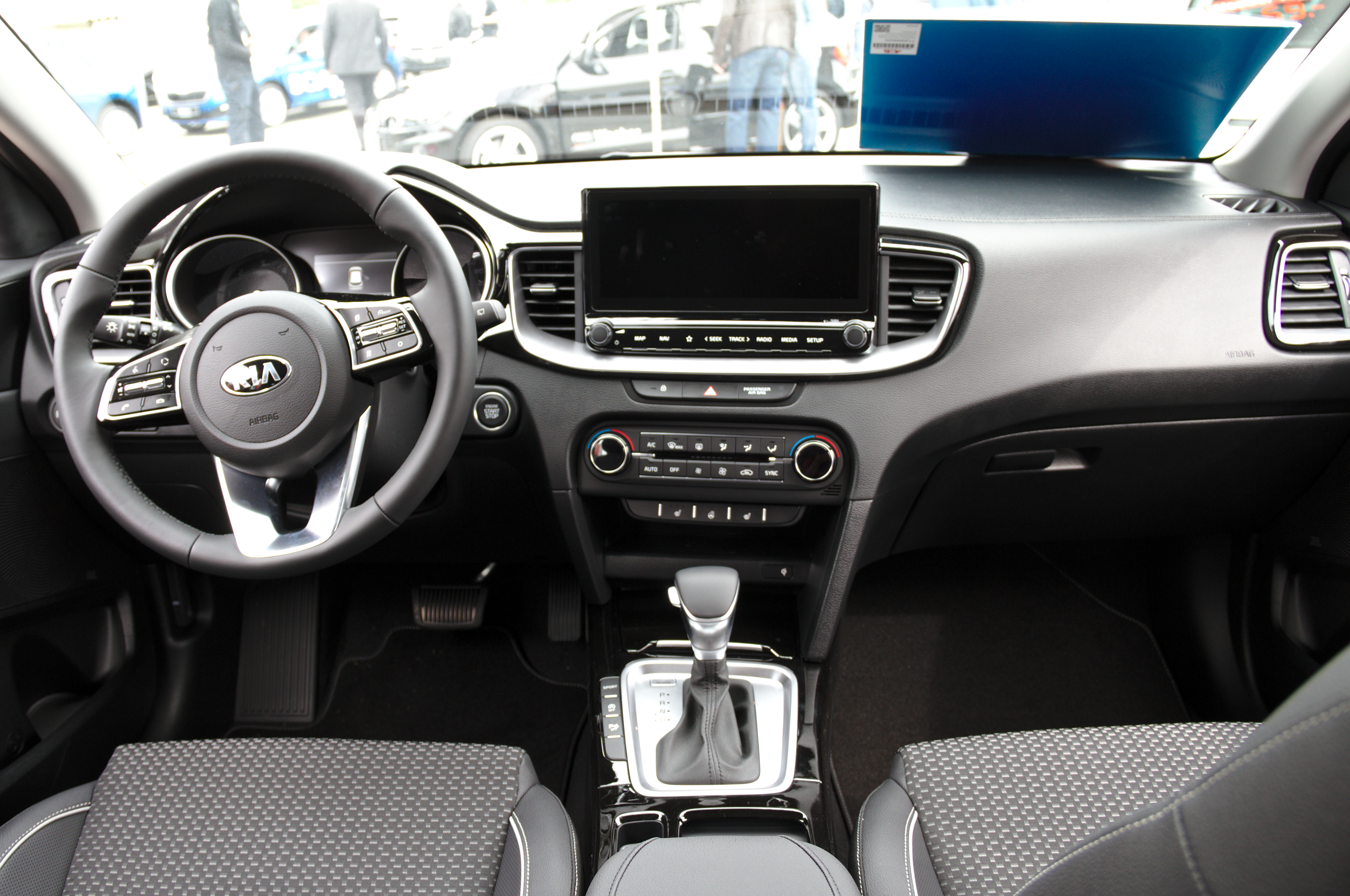
L'interno

La prima immagine ufficiale è trapelata il 5 giugno 2019, la vettura è poi stata presentata il 26 giugno 2019, prima del suo debutto pubblico al salone dell'automobile di Francoforte 2019.
La XCeed si basa sulla nuova piattaforma K2 della Kia introdotta sulla Ceed; rispetto a quest'ultima, dalla quale riprende alcune elementi, è più alta ma contemporaneamente più bassa dei SUV Stonic e Sportage.
A settembre 2019 ne è stata presenta la versione ibrida ricaricabile; incorpora un sistema ibrido già utilizzato su Kia Niro e Hyundai Ioniq. Questa versione sfrutta un motore a benzina 1.6 GDI aspirato con una potenza combinata di 141 cavalli e 265 Nm abbinato a un cambio DCT a doppia frizione a 6 marce. Il volume del bagagliaio passa dai 426 e 1.378 litri delle versioni normali a 291 e 1.243 litri per l'ibrida, a causa dell'alloggiamento delle batterie ai polimeri di litio che hanno una capacità di 8,9 kWh. La XCeed ibrida può percorrere fino a 60 km in modalità elettrico e accelera da 0 a 100 km/h in 11 secondi.
Può essere equipaggiata opzionalmente con un cruscotto digitale da 12,3 pollici e un touchscreen da 10,25 pollici per infotainment e la navigazione.